# Peter Heine Nielsen

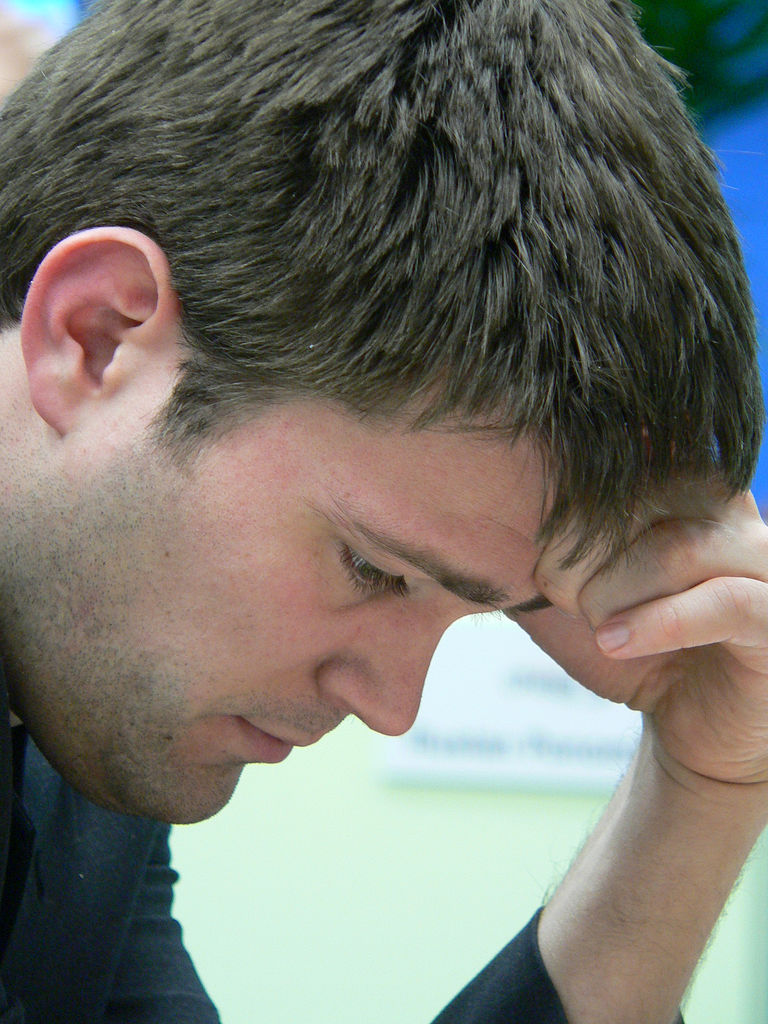
Peter Heine Nielsen

Peter Heine Nielsen (Holstebro, 24 mei 1973) is een Deens schaker en schaaktrainer. Hij werd in 1994 grootmeester (GM).  
Hij coachte Viswanathan Anand (2007, 2008, 2010, 2012) en Magnus Carlsen (2014, 2016 en 2018) toen zij hun wereldkampioenschaptweekampen wonnen. 

## Schaakcarrière
Als jeugdspeler won Nielsen in 1990 het Open Nederlands Jeugdschaak Kampioenschap, dat toen in Arnhem gehouden werd. Nielsen werd in 1991 International Meester (IM) en 1994 grootmeester. Vijf keer won hij het kampioenschap van Denemarken: in 1996, 1999, 2001, 2003 en 2008. Hij speelde voor Denemarken in zeven Schaakolympiades, waarvan drie keer aan het eerste bord, met een totaalscore van 60.1% (+24  −10  =35). Bij de 31e Schaakolympiade in 1994 won hij een individuele gouden medaille voor zijn prestatie aan het derde bord.
In 2003 was hij winnaar van het toernooi te Hastings met 6 uit 9. Op 30 januari 2004 behaalde hij een remise tegen ChessBrain, op dat moment de grootste gedistribueerde schaakcomputer ter wereld. Op het Smartfish Schaaktoernooi, dat van 27 december 2004 t/m 5 januari 2005 te Drammen werd gespeeld, eindigde Nielsen op de tweede plaats met 5.5 punten uit negen ronden. Op het Dortmund Sparkassen schaaktoernooi dat van 8 t/m 17 juli 2005 in Dortmund werd gespeeld, eindigde Nielsen na de tiebreak met drie punten als tiende. 
Per september 2005 was zijn Elo-rating 2668, wat op dat moment de hoogste rating was voor spelers uit de Noordse landen. 

## Carrière als coach
Nielsen coachte wereldkampioen Viswanathan Anand van 2002 tot 2012. Anand won het wereldkampioenschap in 2007 (Mexico), en verdedigde zijn titel in 2008 (Bonn), 2010 (Sofia) en 2012 (Moskou).
Nielsen coachte de nummer 1 van de wereld, Magnus Carlsen, sinds 2013. Carlsen won in 2013 de kandidatenmatches, waarna hij Anand mocht uitdagen voor een match om het wereldkampioenschap. Hij versloeg Anand, en verdedigde daarna drie maal met succes zijn wereldtitel. 
Nielsen had daarvoor Carlsen gecoacht in 2005 bij de Wereldbeker Schaken in Chanty-Mansiejsk, waar Carlsen zich als jongste speler ooit kwalificeerde voor het kandidatentoernooi. 

## Shogi
In 2012 begon Nielsen met het spelen van shogi; in mei 2017 bereikte hij het niveau 2e dan. In dezelfde maand won hij het Deense Shogi-kampioenschap.

## Persoonlijk leven
Nielsen woont in Litouwen met zijn vrouw Viktorija Čmilytė-Nielsen, en kinderen. Zij is ook schaakgrootmeester en tevens politica voor de Liberale Beweging. Ze is voorzitter van het nationale parlement van Litouwen.

## Partij
Peter Heine Nielsen vs. Henrik Danielsen, Deens Schaakkampioenschap (playoff) 1996 
1. c4 f5 2. Pc3 Pf6 3. d4 e6 4. Pf3 Lb4 5. Db3 a5 6. g3 b6 7. Lg2 Lb7 8. 0-0 0-0 9. Td1 Dc8 10. Dc2 Lxc3 11. Dxc3 d6 12. b3 Pbd7 13. Pe1 h6 14. Lb2 Lxg2 15. Pxg2 De8 16. Tac1 Df7 17. Dc2 Pe4 18. La3 e5 19. dxe5 Pxe5 20. Lb2 Pg6 21. e3 Tae8 22. De2 Te7 23. Td5 Kh7 24. Tcd1 Pg5 25. h4 Pe4 26. h5 Pe5 27. Ph4 c6 (diagram) 28. Txd6 Pg4 Zelfs na de beste zet, 28...Pxd6, staat wit veel beter na 29.Txd6 Kg8 30.Lxe5 Txe5 31.Pg6 Te6 32.Txe6 Dxe6 33.Pxf8 Kxf8 34.Dd3. De zwarte zet is zwakker en hij verliest snel. 29. Tg6 Tg8 30. Tf1 Pg5 31. Dd3 Ph3+ 32. Kg2 Phxf2 33. Txf2 Td7 34. Dc3 Pxf2 35. Kxf2 De6 36. Txe6 (1–0)

## Externe koppelingen
- (en)   Informatie over schaakpartijen van Peter Heine Nielsen op ChessGames.com
- (en)   Informatie over schaakpartijen van Peter Heine Nielsen op 365chess.com
- (en)  FIDE-ratinggegevens voor Peter Heine Nielsen

- Gemeinsame Normdatei: 1046397907
- International Standard Name Identifier: 0000 0004 2649 3069
- Library of Congress Control Number: nb97018717
- Virtual International Authority File: 306324647
- WorldCat: E39PBJfrGtcbB9QwqD837Wyrv3